# Спорт в Екатеринбурге
Екатеринбург — один из ведущих спортивных центров в России. С городом связано большое количество известных спортсменов, мировых и олимпийских чемпионов. Начиная с 1952 года екатеринбургские спортсмены завоевали на Олимпийских играх 137 медалей (46 золотых, 60 серебряных и 31 бронзовых). С последней летней олимпиады, проходившей в Пекине, 8 екатеринбуржцев вернулись с медалями (1 золотая, 3 серебряных и 4 бронзовые).

## Спортивные сооружения
Всего в городе расположено 1728 спортивных сооружений, в том числе 16 стадионов с трибунами, 440 крытых спортзалов и 45 плавательных бассейнов. Функционирует 38 спортивных детско-юношеских школ олимпийского резерва, в которых занимается более 30 000 человек.
Крупнейшие спортивные сооружения города:
- Центральный стадион — построен в 1957 году на месте бывшего стадиона «Металлург Востока», который был построен на месте велодрома (открыт 3 сентября 1900 года), является главным спортивным сооружением города. С 2006 года по 2011 год находился на реконструкции, после которой при сохранении исторического облика (стадион построен в стиле сталинского неоренессанса) вместимость увеличилась до 27 000 зрителей[3], с возможностью увеличения до 40 тыс. мест за счет сборно-разборных конструкций.
- Стадион «Уралмаш» (построен в 1934 году под названием стадион «Авангард») вместимостью 13 500 зрителей. В марте 2014 года началась реконструкция стадиона, окончание которой намечено на осень 2015 года. В 2018 году поле стадиона планируется использовать для тренировок команд-участниц чемпионата мира по футболу[4].
- Дворец игровых видов спорта на 5000 зрителей — основная спортивная площадка для соревнований по игровым видам спорта (предназначена для соревнований по баскетболу, волейболу, мини-футболу, гандболу, индорхоккею).
- Культурно-развлекательный комплекс «Уралец» на 5500 зрителей с ледовой ареной — основная хоккейная площадка города.
- Дворец водных видов спорта на 5200 зрителей, является третьим по вместимости из крытых арен для водных видов спорта в Европе.
- Спорткомплекс «Родина», с вместительностью главной трибуны 1200 человек — дворец для проведения соревнований по различным видам единоборств[5].
- «Урал»[6][7] — крытый футбольный манеж на 3 000 мест. Комплекс будет использован в качестве одной из тренировочных площадок.

Функционируют универсальные спорткомплексы (на базе которых, как правило, находятся спортивные школы) — «Юность», «Уралмаш», «Динамо», «Урал», «Калининец», «Луч», «Изумруд», «Верх-Исетский», спортивный комплекс игровых видов спорта УГТУ-УПИ, биатлонный стадион на Московском тракте (стрельбище «Динамо»), лыжный стадион с двумя трамплинами на Уктусских горах, Академия единоборств РМК, Академия волейбола им. Николая Карполя, Дворец дзюдо. Согласно стратегическому плану в каждом районе возводятся общедоступные физкультурно-оздоровительные комплексы. В настоящее время уже построены ФОК «Чкаловский», ФОК «Орджоникидзевский», ФОК «Октябрьский», ФОК «Верх-Исетский».
- Екатеринбург Арена
- Дворец игровых видов спорта
- Культурно-развлекательный комплекс «Уралец»

## Спортивные клубы
Екатеринбург имеет профессиональные спортивные клубы по многим видам спорта. В разные годы чемпионами России становились екатеринбургские клубы по мужскому и женскому волейболу, баскетболу, мини-футболу, хоккею с мячом, хоккею на траве. При этом хоккейный «СКА-Свердловск», волейбольная «Уралочка», баскетбольный «УГМК» и мини-футбольный «ВИЗ-Синара» становились также сильнейшими в Европе.
Ныне существующие клубы:
- «Урал» — футбольный клуб города и области, по итогам сезона ФНЛ 2012/13 вышел в Премьер-лигу, полуфиналист Кубка России (2007/2008) Финалист Кубка России (2018/2019).
- «ВИЗ-Синара» — мини-футбольный клуб, 10-кратный призёр чемпионатов России, двукратный чемпион России (2009, 2010) обладатель Кубка России (2007) и Кубка чемпионов УЕФА (2008)[12].
- «СКА-Свердловск» — клуб по хоккею с мячом, 11-кратный чемпион СССР, 2-кратный чемпион России, обладатель кубка европейских чемпионов 1975 года.
- «Автомобилист» — хоккейный клуб, выступающий в Континентальной хоккейной лиге (создан в 2006 году).
- «Локомотив-Изумруд» — мужской волейбольный клуб, многократный призёр чемпионатов России, чемпион России (1999), 3-кратный обладатель Кубка России.
- «Уралочка» — женский волейбольный клуб, 25-кратный чемпион страны (11-кратный СССР и 14-кратный России), 8-кратный обладатель Кубка Европейских чемпионов.
- «Урал» — мужской баскетбольный клуб, выступает во втором дивизионе чемпионата России по баскетболу - Суперлиге, чемпион Суперлиги в сезоне 2011/2012.
- «УГМК» — женский баскетбольный клуб, 4-кратный чемпион России, 3-кратный обладатель Кубка России, победитель Евролиги (2003, 2013).
- «Таганский Ряд» — футзальный клуб.
- «Фортуна» — женский футбольный клуб.
- «Спартак-Меркурий» — женский хоккейный клуб. Многократный призер чемпионата России среди женских команд.
- «Динамо-Строитель» — клуб по хоккею на траве и индорхоккею, многократный чемпион России.
- «УПИ» — женский гандбольный клуб.
- Сборная команда Свердловской области (СКСО) — женский хоккейный клуб, участник Женской хоккейной лиги.
- Бойцовский клуб "Архангел Михаил" - профессиональная команда по смешанным единоборствам и кикбоксингу, за который выступают Петр Ян, Иван Штырков, Ильяс Хамзин, Тимур Нагибин, Алексей Кунченко и другие спортсмены.

Клубы, прекратившие существование:
- «Динамо-Энергия» — хоккейный клуб (существовал до 2007 года; старые названия — «Спартак» и «Автомобилист»).
- «УПИ-ДДТ» — мини-футбольный клуб, после вылета из суперлиги в 2005 году прекратил своё существование.
- «Альфа» — мини-футбольный клуб, обладатель Кубка России 2001 и европейского Кубка обладателей кубков 2002 (существовал до 2002 года).
- «Уралмаш-М» — мини-футбольный клуб, четыре сезона игравший в высшем дивизионе страны.
- «Уралмаш» — баскетбольный клуб.
- «ЕврАз» — мужской баскетбольный клуб (2001-2005).
- Динамо (футбольный клуб, Свердловск)
- ОДО (футбольный клуб, Свердловск)
- Клуб по хоккею с шайбой СКА Свердловск — выступал во втором и третьем по значимости дивизионах советского хоккея; в 1990 году переехал в Серов и стал именоваться СКА «Металлург» Серов (см. тж. Металлург (хоккейный клуб, Серов))

## Спортивные мероприятия
За всю историю в городе прошло много соревнований самого различного уровня.
Наиболее известные соревнования, проходившие в Екатеринбурге:
- чемпионат Мира по конькобежному спорту 1959 года[13][14].
- 4 зимних Спартакиады народов СССР — в 1962, 1966, 1974, 1978, одновременно являвшиеся чемпионатами СССР - результаты входили в зачёт чемпионатов СССР по соответствующим видам спорта).
- Чемпионат мира по парусному спорту «Ява-Трофи-2004» (на акватории Верх-Исетского пруда)[15].
- Юниорский Чемпионат Европы по снукеру 2005 года, прошедший в бильярдном клубе «Европа»[16]. В турнире приняли участие такие игроки как Джадд Трамп, Марк Аллен, Дэвид Моррис[17], которые в будущем вошли в TOP мирового рейтинга.
- Финал четырёх Кубка Европейских чемпионов по индорхоккею 2005 года.
- Чемпионат Европы по скалолазанию 2006 года[18].
- Чемпионат мира по бодибилдингу и фитнесу 2007 года по версии WABBA[19].
- Финал четырёх Кубка чемпионов УЕФА по мини-футболу 2009 года.
- В 2018 году в Екатеринбурге прошли четыре матча чемпионата мира по футболу[20][21][22].
- В 2019 году в Екатеринбурге прошел чемпионат мира по боксу среди мужчин[23][24][25].
- В 2020 — 2021 гг. состоялся Турнир претендентов по шахматам. Окончание турнира было перенесено из-за пандемии[26][27].

Крупные соревнования, регулярно, проводящиеся в Екатеринбурге:
- Международный турнир по волейболу «Кубок первого президента России» — проводится ежегодно начиная с 2003 года, с 2009 года включён в официальный календарь международной федерации волейбола[28].
- Международный турнир по боксу «Кубок Кости Цзю»[29] — проводится ежегодно начиная с 2005 года[30].
- Международный турнир по мини-футболу «Кубок Финпромко» — проводится ежегодно начиная с 2007 года[31].
- Международная лыжная гонка Гран-При «Спринт Тур» — проходит на «плотинке» (на специально подготовленной трассе из завезённого снега) с участием сильнейших спортсменов мира[32].
- Международная парусная регата «Кубок Екатеринбурга»[33].

Соревнования, которые пройдут в Екатеринбурге:
- В 2022 году в Екатеринбурге пройдут матчи чемпионата мира по волейболу [34][35].
- В 2023 году в Екатеринбурге пройдет летняя Универсиада[36].

Отмененные соревнования:
В 2020 году в Екатеринбурге должен был пройти  чемпионат Европы по самбо, но был отменен из-за пандемии

### Чемпионат мира 2018 года в Екатеринбурге
Екатеринбург принял 4 матча чемпионата мира по футболу 2018.
| Группа А         | Группа С       | Группа H         | Группа F         |
| ---------------- | -------------- | ---------------- | ---------------- |
| Египет — Уругвай | Франция — Перу | Япония — Сенегал | Мексика — Швеция |
| 15 июня          | 21 июня        | 24 июня          | 27 июня          |
| 17:00            | 20:00          | 20:00            | 19:00            |

К чемпионату мира 2018 года с 7 октября 2015 года по 29 декабря 2017 года проведена реконструкция стадиона Центральный, для приведения его в соответствие требованиям FIFA для чемпионатов мира. Архитектурная концепция нового стадиона построена на сочетании исторических стен и встраиваемого ядра современной арены. В ходе реконструкции спортивного объекта, являющегося памятником истории и культуры, фасады бережно сохранены, а сама арена оснащена по последнему слову технических достижений индустрии спорта.
Также проведены работы по подготовке площадки для проведения Фестиваля болельщиков FIFA в Центральном парке культуры и отдыха им. В. В. Маяковского. На площади более чем в 2 га. будут размещены сцена с огромным экраном, точки питания, зона торговли, санитарные зоны. Для людей с ограниченными возможностями оборудуют специальную трибуну.
К чемпионату мира проведены работы в аэропорту Кольцово, где был реконструирован перрон и построена вторая взлётно-посадочная полоса. Кроме того, проведены все работы по подготовке пассажирского терминала, модернизации технической инфраструктуры и запущен ангар деловой авиации. Пропускная способность аэропорта в ходе подготовки к чемпионату мира увеличилась до двух тысяч человек в час.
В рамках модернизации парка городского общественного транспорта для обеспечения пассажирских перевозок при подготовке к чемпионату закуплено 169 низкопольных экологичных автобусов на газомоторном топливе. Указанный автотранспорт в настоящее время уже эксплуатируется на общественных маршрутах Екатеринбурга.
Правительством Свердловской области было утверждено 47 мероприятий по подготовке к чемпионату мира, они выполнены полностью и в срок. Более 7 млрд рублей или почти 40 % было привлечено из внебюджетных источников, порядка 55 % — из областной казны. Остальные расходы взяли на себя федеральный бюджет и казна Екатеринбурга. Таким образом, на подготовку города к мундиалю были привлечены дополнительные средства, объём которых сопоставим с годовым бюджетом Екатеринбурга.